# Municipio de Neave
El municipio de Neave (en inglés: Neave Township) es un municipio ubicado en el condado de Darke en el estado estadounidense de Ohio. En el año 2010 tenía una población de 2330 habitantes y una densidad poblacional de 39,01 personas por km².

## Geografía
El municipio de Neave se encuentra ubicado en las coordenadas 40°2′13″N 84°38′33″O / 40.03694, -84.64250. Según la Oficina del Censo de los Estados Unidos, el municipio tiene una superficie total de 59.72 km², de la cual 59,27 km² corresponden a tierra firme y (0,76 %) 0,45 km² es agua.

## Demografía
Según el censo de 2010, había 2330 personas residiendo en el municipio de Neave. La densidad de población era de 39,01 hab./km². De los 2330 habitantes, el municipio de Neave estaba compuesto por el 98,11 % blancos, el 0,34 % eran afroamericanos, el 0,13 % eran amerindios, el 0,09 % eran asiáticos, el 0,21 % eran de otras razas y el 1,12 % eran de una mezcla de razas. Del total de la población el 0,82 % eran hispanos o latinos de cualquier raza.